# 徳安県
徳安県（とくあん-けん）は中華人民共和国江西省九江市に位置する県。

## 行政区画
- 鎮:蒲亭鎮、聶橋鎮、車橋鎮、豊林鎮、呉山鎮
- 郷:宝塔郷、河東郷、高塘郷、林泉郷、磨渓郷、愛民郷、鄒橋郷、塘山郷

## 交通

### 鉄道
- 中国鉄路総公司
  - 昌九都市間鉄道、京九線
    - 徳安駅

### 道路
- 高速道路
  - 福銀高速道路
- 国道
  - G105国道
  - G316国道